# Светличный, Григорий Никифорович
Григорий Никифорович Светличный (1923—2001) — советский гвардии младший сержант, заряжающий танка 72-го отдельного гвардейского тяжёлого танкового полка, 10-го гвардейского танкового корпуса, 4-й танковой армии, 1-го Украинского фронта. Полный кавалер Ордена Славы.

## Биография
Родился 7 февраля 1923 года в посёлке Жихор под Харьковом в рабочей семье. После окончания семи классов работал токарем на заводе.
С 1941 года призван в ряды РККА и направлен в действующую армию. Воевал на Юго-Западном, Воронежском, 1-м Украинском и 2-м Украинском фронтах. В 1942 году окончил школу младших командиров. С 1944 года — заряжающий танка 72-го отдельного гвардейского тяжёлого танкового полка, 10-го гвардейского танкового корпуса, 4-й танковой армии.
15 августа 1944 года младший сержант Г. Н. Светличный в боях за город Львов в составе экипажа уничтожил два тяжёлых танка, четыре автомашины с боеприпасами и более двадцати гитлеровцев. За это 22 августа 1944 года Указом Президиума Верховного Совета СССР Г. Н. Светличный был награждён Орденом Славы 3-й степени.
13 января 1945 года гвардии младший сержант Г. Н. Светличный у населённого пункта Халупки вывел из строя два танка противника, бронетранспортер, шесть автомашин с боеприпасами и уничтожил свыше пятнадцать солдат противника. 12 марта 1945 года Указом Президиума Верховного Совета СССР Г. Н. Светличный был награждён Орденом Славы 2-й степени.
С 20 по 25 марта 1945 года гвардии младший сержант Г. Н. Светличный при ликвидации окруженной группировки противника в районе населённых пунктов Бухейсдорф и Ригерсдорф с экипажем отбил пять контратак, подбил три орудия, два бронетранспортера, две автомашины с боеприпасами и истребил много пехоты. 27 июня 1945 года Указом Президиума Верховного Совета СССР Г. Н. Светличный был награждён Орденом Славы 1-й степени.
В 1947 году гвардии старшина Г. Н. Светличный был демобилизован из рядов Советской армии. Работал слесарем-сборщиком на Харьковском экскаваторном заводе. Умер 1 января 2001 года в городе Харькове.

## Награды
- Орден Славы I степени (1945)
- Орден Славы II степени (1945)
- Орден Славы III степени (1944)
- Орден Отечественной войны I степени (1985)
- Медаль «За отвагу» (1945)